# Her Great Part
Pour plus de détails, voir Fiche technique et Distribution.
Her Great Part (littéralement, Sa Grande partie) est un film muet américain réalisé par Lynn Reynolds, sorti en 1916.

## Fiche technique
- Titre : Her Great Part
- Réalisation : Lynn Reynolds
- Scénario : Lynn Reynolds, d'après une histoire de Val Paul (en)
- Producteur : Carl Laemmle
- Société de production :  Universal Film Manufacturing Company
- Société de distribution :  Universal Film Manufacturing Company
- Pays d'origine :  États-Unis
- Langue : film muet avec les intertitres en anglais
- Métrage : 300 m (1 bobine)
- Format : Noir et blanc — 35 mm — 1,33:1 — Muet
- Genre : Comédie dramatique
- Durée : 10 minutes
- Dates de sortie : 
  -  États-Unis : 13 mai 1916

## Distribution
- Myrtle Gonzalez : Marguerite Clemens
- Fred Church : John Clemens
- Jack Curtis : Rupert St. John